# Nova Gorica
Nova Gorica (pronunciado [ˈnɔ̀ːʋa ɡɔˈɾìːt͡sa] (escucharⓘ), literalmente «Nueva Goricia») es una ciudad y un municipio del oeste de Eslovenia, junto a la frontera norte con Italia. Nova Gorica es una ciudad reciente, fundada en 1948, cuando el tratado de paz con Italia en 1947 acordó una nueva frontera entre Yugoslavia e Italia, dejando a la ciudad de Gorizia fuera de los límites de Yugoslavia y por lo tanto separando la zona del valle inferior del Vipava de su centro regional. Nova Gorica constituye el principal centro urbano de la región de Goriška en el litoral esloveno. La ciudad tiene actualmente unos 13.043 habitantes (2024).

## Cerro de Kostanjevica
Al sur de la ciudad se encuentra el cerro de Kostanjevica, lugar de la iglesia de la Anunciación de Nuestra Señora y un monasterio franciscano del siglo XVII que posee valiosos tesoros del pasado, entre los que destaca una biblioteca con 38 incunables restaurados entre 2001 y 2009. 
Los últimos miembros de la Casa de Borbón que reinaron en Francia están enterrados en una cripta de la iglesia: Carlos X, último Borbón que reinó en Francia, los miembros de su familia y su séquito incluido su hijo Luis Antonio de Angulema, así como su nieto Enrique de Artois, sobrino de Luis (ni Luis Antonio, ni Enrique llegaron nunca a ocupar el trono francés). Carlos X había sido expulsado de Francia después de la Revolución de Julio de 1830, refugiándose primero en Inglaterra, luego en Praga, y finalmente en Goricia. También está enterrado aquí Pierre Louis Jean Casimir, un noble borbónico que murió exiliado en 1839.

## Sveta Gora
Al otro lado del cerro Kostanjevica, al norte de la ciudad se encuentra Sveta Gora (Montaña sagrada), que posee una altura de 682 m y que ha atraído peregrinos por más de 450 años. La vista desde allí es excepcional, y en un día despejado, los visitantes pueden ver Istria, Venecia, las Dolomitas, las Kamnik y los alpes Julianos. En la cima de la montaña hay una basílica, donde se han celebrado conciertos ocasionalmente, un monasterio franciscano y un museo de las batallas del Isonzo.

## Edificios y monumentos
- Concatedral de Cristo Salvador
- Universidad de Nova Gorica